# Афанасьєв Костянтин Семенович
Костянтин Семенович Афана́сьєв (рос. Константин Семёнович Афанасьев; нар. 1821 — пом. 17 лютого 1871, Санкт-Петербург) — російський архітектор; академік з 1857 року та почесний вільний общник з 1864 року Петербурзької академії мистецтв.

## Біографія
Народився у 1821 році в дворянській сім'ї. Протягом 1835—1844 років навчався в Петербурзькій академії мистецтв. Отримав звання художника XIV класу. Під час навчання у 1841—1842 роках нагороджений другою і першою срібними медалями і у 1843 році другою золотою за «Проект будівлі мінеральних вод». Одночасно навчався у Петербурзькому будівельному училищі Головного управління шляхів сполучення і публічних споруд, яке закінчив у 1843 році з фахом помічника архітектора.
Здобувши освіту, був направлений на посаду помічника архітектора до Полтавської будівельної і шляхової комісії, де працював до 1850 року і виконав низку робіт з реконструкції місцевих державних будівель, а також склав кілька проєктів нових споруд. У 1850 році повернувся до Санкт-Петербургу.
Протягом 1850—1862 років працював архітектором 2-го кадетського корпусу, лікарень та богаділень Департаменту установ імператриці Марії Федорівни, у 1850—1869 роках — архітектором Міністерство юстиції та у 1862—1871 роках — архітектором Синоду.
Помер у Санкт-Петербурзі 5 [17] лютого 1871 року. Похований на Смоленському православному кладовищі міста.

## Роботи

### Український період
В Полтаві перебудовував
- Палац генерал-губернатора на Круглій площі,
- Будинки губернських і повітових присутствених місць на Круглій площі;
- Острог і богоугодний заклад.

Спроектував у формах неоренесансу для Полтави
- Новий міський театр,
- Торговельні споруди Іллінського ярмарку, переведеного з Ромен.

Брав участь у спорудженні моста через Дніпро у Кременчуку.

### Російський період
Автор низки проєктів будівель судів. У 1865—1867 роках реконструював будівлю Сенату в Московському кремлі та Єпископський монастир у Серпухові. Побудував виробничі будівлі поблизу Виборга, Нарви, Нижнього Тагілу та низку міських лікарень та богадільнь у Санкт-Петербурзі.